# Мечеть Сіді-Башир
Мечеть Сіді Башир — розташована в місті Ахмадабад, штат Гуджарат. Через її унікальну архітектуру також називають Джульта мінар або Мечеть з тремтячими Мінаретами.

## Історія
Вважається, що збудована Сіді Баширом, рабом Султана Ахмед Шаха. За іншою версією, збудована Маліком Сарангом. Відомо також, що мечеть закінчена в 1452.

## Мінарети
У мечеті є два мінарети, кожен з яких має три рівні, з високими, різьбленими балконами. Будь-яке потрясіння будь-якого мінарета переходить до іншого мінарету, який вібруватиме після декількох секунд, незважаючи на те, що прохід, що з'єднує їх, залишається вільним від вібрації. Фактична причина цього невідома. Це явище спочатку помітив та спостерігав у 19-му столітті англійський вчений М.  Вілльямс.

## Інші подібні мінарети
Інша мечеть в Ахмадабаді Рай Бібі мала подібні мінарети. Але британці демонтували один із мінаретів, щоб вивчити архітектуру. Але назад відтворити нічого не вдалося.
Є також одна мечеть в Ісфагані, Іран, на ім'я Монар Джомбар (тремтячі мінарети) з майже тими самими властивостями.

## Нинішні умови
Розташована навпроти Ахмадабадської Залізничної станції і є одним із найпопулярніших туристичних місць Ахмадабаду. Вхід у тремтячий мінарет заборонений після інциденту в Кутб-Мінарі в Делі, де панічна втеча дітей призвела до руйнування частин декору.